# Kloster Mogiła
Kloster Mogiła (lat. Abbatia Clara Tumba) ist eine Unserer Lieben Frau und dem Heiligen Wenzel geweihte Zisterzienser-Abtei in Polen. Es liegt im ehemaligen gleichnamigen Dorf in der Stadt Krakau (Kraków) im Stadtteil Nowa Huta.

## Geschichte
Die Zisterzienserabtei Mogiła (polnisch Opactwo Cystersów w Mogile) wurde im Jahr 1222 durch Bischof Iwan Odrowąż in Kacice nach einer Güterstiftung des Grafen Vislaus gegründet und von seinem Mutterkloster Kloster Leubus (Lubiąż) in Schlesien besiedelt, das wiederum über die Klöster Kloster Kamp, Kloster Walkenried und Kloster Pforta der Filiation der Primarabtei Morimond entstammt. 1225/26 wurde es nach Mogiła verlegt. Seit 1953 bildet die Abtei Mogila mit fünf weiteren Klöstern die polnische Zisterzienserkongregation. 1970 wurde die Klosterkirche zur Basilica minor erhoben. 
Eine seiner ersten Auslandsreisen Papst Johannes Pauls II. führte ihn nach Polen und zum Kloster Mogiła, dass er statt der Kirche der Mutter Gottes im Krakauer Stadtteil Nowa Huta besuchte. Der Besuch der Kirche, für deren Bau sich Johannes Paul II. massiv einsetzte, war ihm verboten.
1990 wurde das Priorat Szklane Domy gegründet. Am 14. November 2020 wählte der Konvent P. Wincenty Zakrzewski für ein Jahr zum Administrator des Klosters.

## Bauten und Anlage

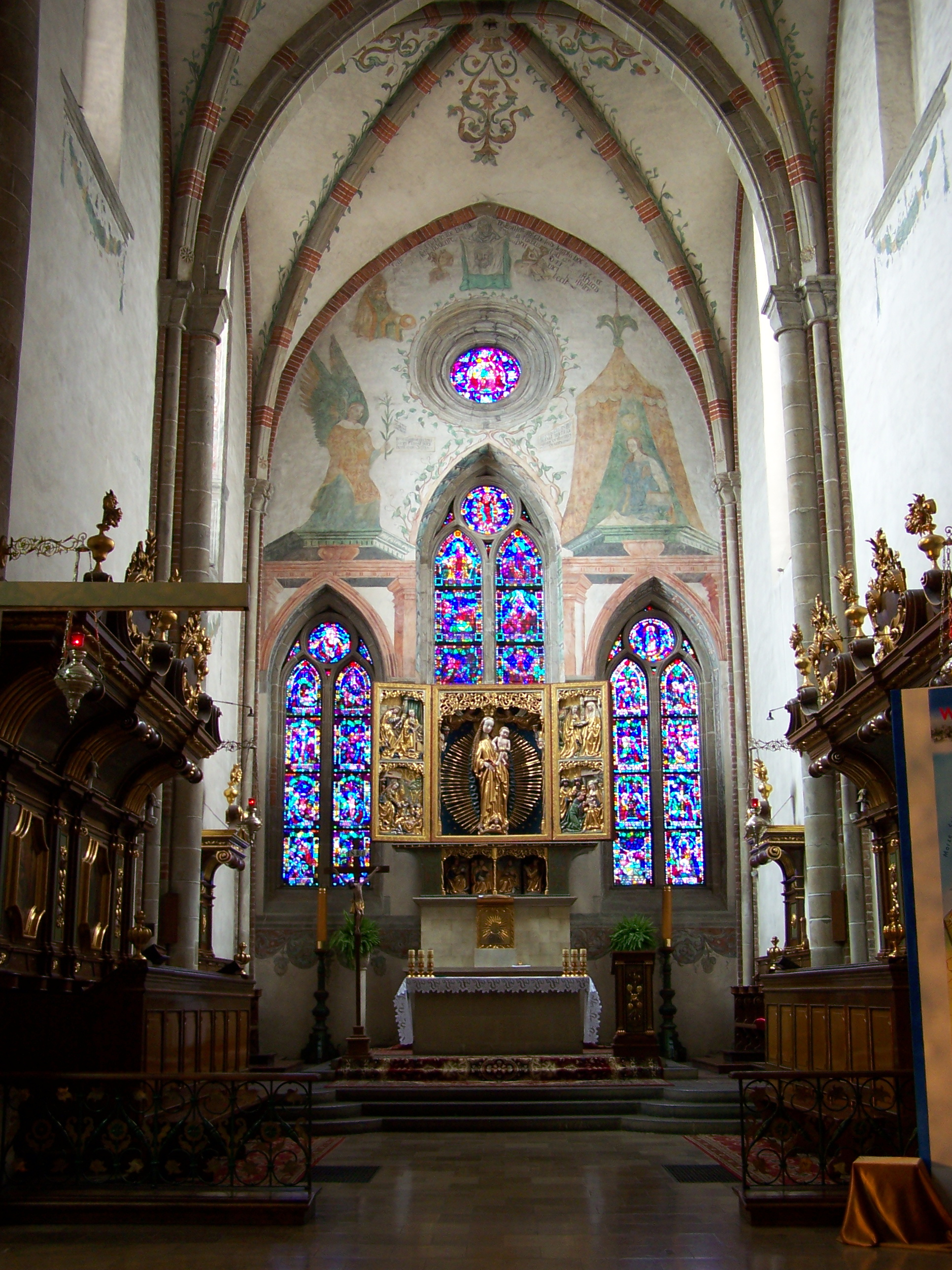
Inneres der Klosterkirche

Die Klosteranlage wurde im 13. und 14. Jahrhundert ausgebaut und später verändert. Die Kirche wurde 1266 geweiht. Sie ist eine dreischiffige frühgotische Pfeilerbasilika aus Back- und Haustein im gebundenen System mit ursprünglich vier Mittelschiffjochen. Sie hat zwei Chorjoche sowie ein Querschiff mit zwei Kapellen. Die Arkaden zwischen Langhaus und den beiden Seitenschiffen weisen Spitzbogen auf. Das ursprüngliche Kreuzrippengewölbe ist noch teilweise erhalten. Die Gurtbögen ruhen auf Halbsäulen oder Halbpfeilern und Pilastern, die Rippen auf Diensten. Die Kelchblockkapitelle sind teilweise mit Flechtband- und Palmettendekoration verziert, einige Schlusssteine mit feiner Steinmetzdekoration. Das Langhaus wurde in der zweiten Hälfte des 18. Jahrhunderts umgebaut und erhielt neue Gewölbe. Die Ausmalung des Gewölbes stammt von dem Krakauer Künstler Jan Bukowski aus dem Jahr 1919. Auch die Kirchenfassade wurde im 1779/1780 spätbarock umgebaut. Der Flügelaltar ist aus dem Jahr 1514, ein Renaissancegrabmal von 1586.

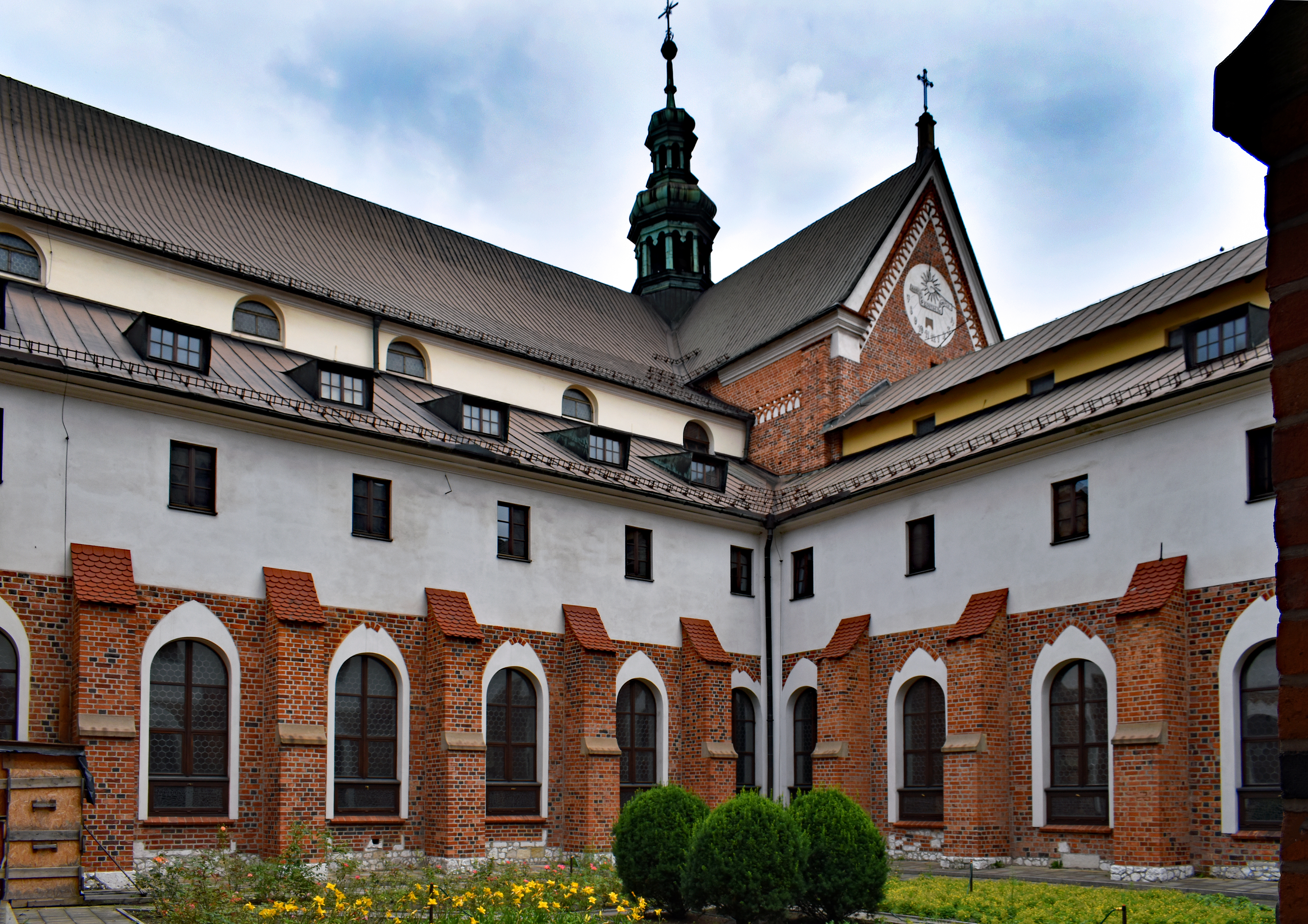
Hof der Klausur mit Resten des gotischen Kreuzganges und Sicht zum Südquerhaus

Das Äußere von Chor und Querhaus ist in seiner frühgotischen Form mit Sichtbackstein bewahrt. Wieder backsteinsichtig ist auch die Westwand der Klausur, zwischen den heutigen Fenstern sind die alten gotischen Fensteröffnungen zu erkennen.
Die Klausur befindet sich rechts von der Kirche.